# 半鋒兵鯰
半鋒兵鯰，為輻鰭魚綱鯰形目美鯰科的其中一種，為熱帶淡水魚。分布於南美洲亞馬遜河西部流域，體長可達3.9公分，棲息在底層水域，生活習性不明。

## 扩展阅读
維基物種上的相關：半鋒兵鯰